# Jean-Baptiste-Louis Froc de la Boulaye
Jean-Baptiste Louis Froc de La Boulaye est un homme politique français né le 8 juin 1763 à Versailles (Yvelines) et décédé le 21 avril 1847 à Paris.

## Biographie
Fils d'un commis de la Marine, il entre dans cette administration et devient commissaire. Emprisonné sous la Révolution, il est libéré après le 9 thermidor et devient intendant de l'armée navale de l'amiral Villaret. En 1814, il est nommé secrétaire d'ambassade à Constantinople, mais ne peut embarquer à cause du retour de Napoléon.
Il est député de la Marne pendant les Cent-Jours, puis de 1815 à 1824, siégeant dans la minorité ministérielle de la Chambre introuvable, puis avec les royalistes modérés.

## Sources
- « Jean-Baptiste-Louis Froc de la Boulaye », dans Adolphe Robert et Gaston Cougny, Dictionnaire des parlementaires français, Edgar Bourloton, 1889-1891 [détail de l’édition]